# ماریگلا
ماریگلا (پرتغالی برزیلی: Marighella) فیلمی برزیلی به کارگردانی واگنر مورا است که در سال ۲۰۱۹ منتشر شد. این فیلم بر پایهٔ زندگی کارلوس ماریگلا، سیاستمار، نویسنده و چریک مارکسیست-لنینیست برزیلی ساخته شد که متهم به اقدامات تروریستی علیه دیکتاتوری نظامی برزیل بود. از بازیگران این فیلم می‌توان به سئو ژاهژی، هرسون کاپری و برونو گاگلیاسو اشاره کرد. این فیلم در بخش غیرمسابقهٔ شصت و نهمین جشنواره بین‌المللی فیلم برلین به نمایش درآمد و نخستین تجربۀ کارگردانی واگنر مورا محسوب می‌شود.